# Aleksander Wat
Aleksander Wat, seudónimo de Aleksander Chwat (Varsovia, 1 de mayo de 1900–París, 29 de julio de 1967) fue un renombrado poeta, escritor, traductor e intelectual judío polaco, uno de los fundadores del movimiento futurista polaco.

## Vida
Aleksander Wat era descendiente de una célebre familia judía, cuyo árbol genealógico se remontaba varios siglos hasta el famoso cabalista Isaac Luria. Estudió filosofía, psicología y lógica en la Universidad de Varsovia, donde entró en contacto con la vanguardia literaria de su tiempo, siendo una de las figuras principales del incipiente futurismo polaco. Durante los años 20 tomó parte en numerosas revistas y publicaciones literarias como Nowa Sztuka ("Nuevo arte"), Tygodnik literacki ("Semanario literario") o el influyente Miesięcznik literacki ("Revista mensual de literatura"), introduciendo en los primeros tiempos la obra de Mayakovski y el futurismo ruso en Polonia, convirtiéndose más tarde en difusor de ideas marxistas. En vísperas de la Segunda Guerra Mundial, trabajó para la editorial Gebethner i Wolff, una de las más prestigiosas del país.
Tras la anexión de Polonia por Alemania, se trasladó a Lwów, entonces bajo ocupación soviética.
A pesar de sus simpatías comunistas, fue arrestado por el NKVD poco después, y deportado a Kazajistán junto con su esposa Ola y el hijo de ambos, Andrzej. Tras varios años de encarcelamiento fue liberado y se le permitió volver a Polonia, pero las autoridades sospechaban de él y no le permitieron publicar sus propias obras. En lugar de ello, se dedicó a la traducción de diversos clásicos del inglés, francés, alemán y ruso, lenguas todas ellas que conocía y hablaba fluidamente, en especial las dos últimas. Gravemente enfermo, emigró en 1959 a Francia y se estableció en París. Invitado a una estancia en la Universidad de Berkeley, el escritor Czesław Miłosz grabó una serie de conversaciones con Wat acerca de su peripecia vital que, una vez transcritas, se convertirían años después en Mój wiek ("Mi siglo"), la obra más famosa del autor, en la que narra las vicisitudes políticas y literarias de su tiempo, su cautiverio en la Unión Soviética y su desengaño con el comunismo. Es uno de los libros biográficos que mejor describen el fracaso del comunismo en Europa y Rusia, en donde Wat llega a identificar el comunismo como una forma del Mal, en el sentido teológico del término. Gravemente enfermo durante años, murió en 1967 en París. En los últimos diez o quince años su figura está siendo redescubierta en el mundo hispánico y en el polaco, gozando de gran prestigio intelectual y humanístico por su sabiduría y erudición. Desgraciadamente, algunos de sus mejores libros, traducidos hace años al inglés o al francés, siguen inéditos en español.

## Obras
- Ja z jednej strony i Ja z drugiej strony mego mopsożelaznego piecyka ("YO de un lado y YO del otro lado de mi brasero ferroperruno"), poemario, 1920
- Gga. Pierwszy polski almanach poezji futurystycznej ("Gga. Primer almanaque polaco de poesía futurista"), junto con Anatol Stern, 1920
- Bezrobotny Lucyfer ("Lucifer en paro"), colección de cuentos, 1927
- Wiersze ("Poemas"), 1957
- Ciemne Świecidło ("El oscuro resplandor"), 1968
- Mój wiek. Pamiętnik mówiony ("Mi siglo. Memorias narradas"), 1977, 1990 en Polonia; publicado en 2009 en español como Mi siglo. Confesiones de un intelectual europeo, editorial Acantilado
- Wiersze śródziemnomorskie ("Poemas mediterráneos"), 1977